# Пробощовиці (Лодзинське воєводство)
Пробощовиці (пол. Proboszczowice) — село в Польщі, у гміні Варта Серадзького повіту Лодзинського воєводства.
Населення — 308 осіб (2011).
У 1975—1998 роках село належало до Серадзького воєводства.

## Демографія
Демографічна структура станом на 31 березня 2011 року:
|          | Загалом | Допрацездатний вік | Працездатний вік | Постпрацездатний вік |
| -------- | ------- | ------------------ | ---------------- | -------------------- |
| Чоловіки | 156     | 30                 | 99               | 27                   |
| Жінки    | 152     | 21                 | 88               | 43                   |
| Разом    | 308     | 51                 | 187              | 70                   |